# Codocera
Codocera — род оходеид из подсемейства Ochodaeinae.

## Описание
Надкрылья вполне прикрывают пигидий. Голова лишь немного уже переднеспинки. Мандибулы длинные, сильно выдаются вперёд. Верхняя губа с прямым переднем краем, наличник самки с маленьким бугорком. Внутренний угол передних голеней на вершине простой.

## Систематика
В составе рода:
- Codocera ferruginea (Eschscholtz, 1818)
- Codocera gnatho (Fall in Fall & Cockerell, 1909)
- Codocera tuberculata Medvedev & Nikolajev, 1972